# Jumpei Arai (fotbollsspelare född 1994)
Jumpei Arai (新井 純平 Arai Jumpei?), född 12 november 1994 i Saitama prefektur, är en japansk fotbollsspelare.
Arai började sin karriär 2017 i Yokohama FC. 2019 flyttade han till FC Ryukyu.